# كردية سورانية
السورانية (بالكردية: سۆرانی، Soranî‏) أو الكردية المركزية (بالكردية: کوردیی ناوەندی، Kurdîy nawendî‏) هي إحدى لهجات الكُرديّة الرئيسية، يتحدث بها في إقليم كردستان العراق وكردستان إيران. يعتبرها بعض علماء اللغويّات لهجة مستقلة، بينما آخر يعتبرها لغة متفرعة من اللغة الكردية. تعتبر الكردية السورانية إحدى اللغتين الرسميتين في العراق إلى جانب العربية، وفي الوثائق السياسية يشار إليها ببساطة باسم «الكردية».

## التسمية
يستخدم مصطلح السورانية، الذي سمي على اسم إمارة سوران السابقة، وبشكل خاص للإشارة إلى شكل مكتوب وموحد لأكراد الوسط المكتوب في الأبجدية السورانية التي تم تطويرها من الأبجدية العربية في العشرينات من قبل سعيد صدقي كابان وتوفيق وهبي.

## نظام الكتابة
يتم كتابة الكردية السورانية بأبجدية عربية معدلة. ومع ذلك، فإن اللهجات الكردية الرئيسية الأخرى، الكردية الشمالية (كرمنجي)، والتي تستخدم بشكل رئيسي في تركيا ومحافظة دهوك وبين أكراد شمال شرق سوريا. عادة ما تكون مكتوبة بالأبجدية اللاتينية.

### الفرق بينها وبين الكتابة العربية
في نظام الكتابة السوراني، يتم كتابة جميع الحروف المتحركة دائماً كحروف منفصلة. هذا على النقيض من نظام الكتابة العربية الأصلية ومعظم أنظمة الكتابة الأخرى المطورة منه، والتي تظهر فيها بعض الحروف المتحركة (عادة «حروف العلة القصيرة») من خلال علامات التشكيل فوق وتحت الحروف، وعادة ما يتم حذفها.
النقطة الرئيسية الأخرى لاستقلال نظام الكتابة السوراني من الأنظمة العربية الأخرى هي أن الحروف العربية التي تمثل أصوات غير موجودة في السوراني عادة ما يتم استبدالها (لكن ليس دائماً) بأحرف تمثل تمثيلهم الكردي بشكل أفضل.
الكلمة العربية طلاق على سبيل المثال، عادة ما تكون مكتوبة على أنها (ته‌لاق) في السوراني، لتحل محل الحرف الصوتي «ط» حرف («ت»). ويستخدم أيضاً في السورانية الأحرف الأربعة "گ" و "چ" و "پ" و "ژ" التي تستخدم في الأبجدية الفارسية ولكن غير موجودة في قائمة الأحرف العربية الأصلية.
لا يستخدم نظام الكتابة السوراني شفرة التشكيل (التضمين) الموجودة في نظام الكتابة العربية الأصلي. بدلاً من ذلك، في الحالات القليلة التي يتم فيها العثور على أحرف ساكنة مزدوجة، يتم كتابة الحرف الساكن ببساطة مرتين، كما هو الحال في «شاڵڵا»، والتي ترادف «إن شاء الله».